# Eduard Fuchs
Pour les articles homonymes, voir Fuchs.
Ne doit pas être confondu avec Édouard Fuchs.
Eduard Fuchs (1870-1940) est un écrivain, un militant politique marxiste et un critique d'art allemand, spécialiste d'Honoré Daumier. Son travail, analysé entre autres par Walter Benjamin, consistait à valoriser l'image (ou l'objet de masse) dans l'approche historique : il est aujourd'hui réévalué au sein des Cultural Studies.

## Biographie
Né dans la région de Stuttgart, Eduard Fuchs s'engage dès 1892 dans le mouvement ouvrier, en adhérant au Parti social-démocrate d'Allemagne (SPD). Ses pamphlets et surtout ses articles pour le journal satirique antimonarchiste et gauchiste Süddeutscher Postillon lui valent plusieurs séjours en prison.
Il part à Berlin en 1901 pour tenter de vivre de sa plume en tant qu'essayiste. Il publie son premier ouvrage important, Die Karikatur der europaïschen Völker (La Caricature des peuples européens) qui se veut la synthèse de plus de 68 000 caricatures : il témoigne ici de l'histoire des mœurs, en illustre l'évolution, mais suivant une approche matérialiste sensiblement tranchée, qui ira en s'accentuant au fil des essais. En 1904, il publie Das erötische Element in der Karikatur, une analyse des grotesques et des figures érotiques dans la caricature, éléments présentés ici sous un angle paradoxal, qui, défendu par le critique Berthold Riehl (de), échappe à la censure.
Fuchs fait de fréquents séjours dans le Paris de la Belle Époque, qu'il parcourt afin d'amasser une quantité importante de documents vus à l'époque comme négligeables ou accessoires sur le plan historique : les caricatures et leur dimension d'instantané, d'art du commun et de la foule.
L'une de ses études les plus intéressantes reste son catalogue raisonné de l’œuvre gravé d'Honoré Daumier. Grand collectionneur, Fuchs possédait 3 800 gravures et quelque 26 peintures de l'artiste français.
Les collections de Fuchs ont pour finalité une méthode historiographique, sur laquelle Walter Benjamin se pencha en 1937 : l'article en question, « Eduard Fuchs, der Sammler und der Historiker » (le collectionneur et l'historien), commandé par Max Horkheimer, un ami de Fuchs, en 1934 pour le New Yorker Institute for Social Research, révèle que les deux hommes partageaient un projet similaire, celui de construire un point de vue sur l'histoire à partir de trouvailles (livres, estampes, dessins, objets du quotidien, journaux...) ; également, ils ont en commun un goût pour la satire et la polémique, et un intérêt manifeste pour tout ce qui est laissé pour compte, à côté, comme en marge du grand récit de l'histoire. Cependant, et c'est ce qui ressort de l'article de Benjamin, ils ne formulent pas de la même façon leur conception de l'histoire. Pour autant, Benjamin rend hommage à Fuchs en ce que celui-ci met en avant l'interprétation iconographique et le qualifie de précurseur en ce qui concerne l'importance accordée aux techniques de reproduction graphiques propres à chaque époque.
L'opposition à la Première Guerre mondiale remet Fuchs sur le chemin du militantisme politique. Il noue des contacts avec Rosa Luxemburg. Un mémorial de la révolution spartakiste fut érigé au cimetière central de Friedrichsfelde en 1926 par Ludwig Mies van der Rohe sur commande d'Eduard Fuchs et qui fut détruit par les nazis en 1935. Par ailleurs, Fuchs commanda une maison à Mies van der Rohe dans laquelle il put ranger toutes ses collections. Eduard Fuchs préface la deuxième édition de la biographie de Karl Marx par Franz Mehring, un autre spartakiste.

## Saisie de la collection d'art de Fuchs par les nazis
En 1933, il quitte l'Allemagne nazie pour venir vivre à Paris et s'installe rue d'Auteuil après avoir vendu ses toiles de Daumier. Le 25 octobre 1933, la collection Fuchs a été officiellement confisquée, les pièces ont été scellées et les livres, affiches et brochures ont été emportés. Le 26 octobre 1933, le mobilier et les objets d'art restants sont saisis par le bureau des impôts de Zehlendorf.Les livres de Fuchs sont interdits, confisqués et partiellement brûlés. En 1935, ses archives restées en Allemagne, et toutes ses collections sont confisquées puis, une grande partie est vendues aux enchères en 1937 et 1938 à Berlin, provoquant irrémédiablement la dispersion, brisant la cohérence et la logique interne de l'ensemble.
La plupart des essais de Fuchs ont été publiés en allemand d'abord par A. Hofmann puis par l'éditeur munichois Albert Langen. Il reste peu traduit en français.

## Exil et mort
En exil à Paris, Fuchs se lie d'amitié avec Walter Benjamin, entre autres. Fuchs meurt le 26 janvier 1940 ; il est enterré le 29 janvier 1940 au cimetière du Père Lachaise.
Fuchs a laissé une seconde épouse, Margarete — appelée Grete, ou Margret Fuchs. Elle est morte en exil à New York le 7 juin 1953. Sa fille Gertraud, née de son premier mariage avec Frida Fuchs (1876-1956), est morte le 19 mai 1960.

## Exploration de la provenance de la collection d'art spoliée de Margarete et Eduard Fuch
De février 2018 à février 2020 et de mai 2020 à avril 2022, des projets de recherche ont été lancés pour tenter de reconstituer l’histoire de la collection Fuchs, qui avait été spoliée par les nazis. Un triptyque de Max Slevogt, Der verlorene Sohn (Le Fils prodigue), qui avait appartenu à Fuch, a été restitué à ses héritiers par la Staatsgalerie Stuttgart, qui l’avait reçu en cadeau du collectionneur d'art allemand Otto Stäbler,.

## Publications sélectives
- Illustrierte Sittengeschichte vom Mittelalter bis zur Gegenwart, vol. 1 : Renaissance, Munich, Albert Langen, 1909.
- Illustrierte Sittengeschichte vom Mittelalter bis zur Gegenwart, vol. 2 : Die galante Zeit, Munich, Albert Langen, 1911.
- Illustrierte Sittengeschichte vom Mittelalter bis zur Gegenwart, vol. 3 : Das bürgerliche Zeitalter, Munich, Albert Langen, 1912.
- Der Maler Daumier, Munich, A. Langen, 1927.